# Comuna Hammarö
Hammarö (Hammarö kommun) este o comună din comitatul Värmlands län, Suedia, cu o populație de 15.136 locuitori (2013).

## Geografie

### Zone urbane
Lista celor mai mari zone urbane din comună (anul 2015) conform Biroului Central de Statistică al Suediei:
| Nr | Zona urbană | Pop.   |
| -- | ----------- | ------ |
| 1  | Skoghall    | 13.605 |
| 2  | Vidöåsen    | 277    |
| 3  | Tye         | 247    |
| 4  | Rud         | 217    |

## Demografie
| \| Evoluția demografică în comuna Hammarö, 1970–2015 \| Evoluția demografică în comuna Hammarö, 1970–2015 \| Evoluția demografică în comuna Hammarö, 1970–2015 \| Evoluția demografică în comuna Hammarö, 1970–2015 \| Evoluția demografică în comuna Hammarö, 1970–2015 \| \| ----------------------------------------------------------------------------------------------------- \| ------------------------------------------------- \| ------------------------------------------------- \| ------------------------------------------------- \| ------------------------------------------------- \| \| An \| \| \| Locuitori \| \| \| 1970 \| 1970 \| \| 10693 \| 10693 \| \| 1975 \| 1975 \| \| 10777 \| 10777 \| \| 1980 \| 1980 \| \| 12129 \| 12129 \| \| 1985 \| 1985 \| \| 12888 \| 12888 \| \| 1990 \| 1990 \| \| 13468 \| 13468 \| \| 1995 \| 1995 \| \| 14236 \| 14236 \| \| 2000 \| 2000 \| \| 14162 \| 14162 \| \| 2005 \| 2005 \| \| 14374 \| 14374 \| \| 2010 \| 2010 \| \| 14926 \| 14926 \| \| 2015 \| 2015 \| \| 15420 \| 15420 \| \| Sursa: SCB - Statistika Centralbyrån, Folkmängd efter region, civilstånd, ålder och kön. År 1968–2016 \| \| \| \| \| |      |  |           |       |
| Evoluția demografică în comuna Hammarö, 1970–2015 |      |  |           |       |
| An |      |  | Locuitori |       |
| 1970 | 1970 |  | 10693     | 10693 |
| 1975 | 1975 |  | 10777     | 10777 |
| 1980 | 1980 |  | 12129     | 12129 |
| 1985 | 1985 |  | 12888     | 12888 |
| 1990 | 1990 |  | 13468     | 13468 |
| 1995 | 1995 |  | 14236     | 14236 |
| 2000 | 2000 |  | 14162     | 14162 |
| 2005 | 2005 |  | 14374     | 14374 |
| 2010 | 2010 |  | 14926     | 14926 |
| 2015 | 2015 |  | 15420     | 15420 |
| Sursa: SCB - Statistika Centralbyrån, Folkmängd efter region, civilstånd, ålder och kön. År 1968–2016 |      |  |           |       |